# 亚比他
亚比他（希伯來語：אֲבִיטַל）是希伯来女子名，意为“露水的父亲”，“新鲜”。该名称的语法正确的翻译是“露水是我的父亲”。ab-i意味着“我的父亲”。 
大卫的第五个妻子名为亚比他（撒母耳记下3:4），她是大卫第五子示法提雅的母亲.